# Liste de châteaux néerlandais par province
Cette liste non exhaustive répertorie les principaux châteaux aux Pays-Bas.
| Groningue Overijssel Brabant-Septentrional Gueldre Limbourg Zélande Hollande- Méridionale Drenthe Frise Flevoland Utrecht Hollande- Septentrionale |

Elle inclut les châteaux au sens large du terme, c'est-à-dire :
- les châteaux et châteaux forts (généralement bâtis en milieu rural, y compris chartreuses, gentilhommières, logis seigneuriaux, maisons fortes, manoirs).
- les palais (généralement bâtis en milieu urbain).
- les donjons.
- les domaines viticoles, présentant un édifice répondant à la définition de château.

Quel que soit leur état de conservation (ruines, bâtiments d'origine ou restaurés) et leur statut (musée, propriété privée, ouvert ou non à la visite).
Elle exclut :
- les citadelles.
- les domaines viticoles qui n'ont de château que le nom, en l'absence d'édifice répondant à la définition de château.

| Symbole          | Signification       |
| ---------------- | ------------------- |
| Ruine ou disparu | Ruine               |
| Château fort     | Château fort        |
| Renaissance      | Château Renaissance |
| Palais           | Palais              |
| Domaine viticole | Domaine viticole    |

## Brabant-Septentrional

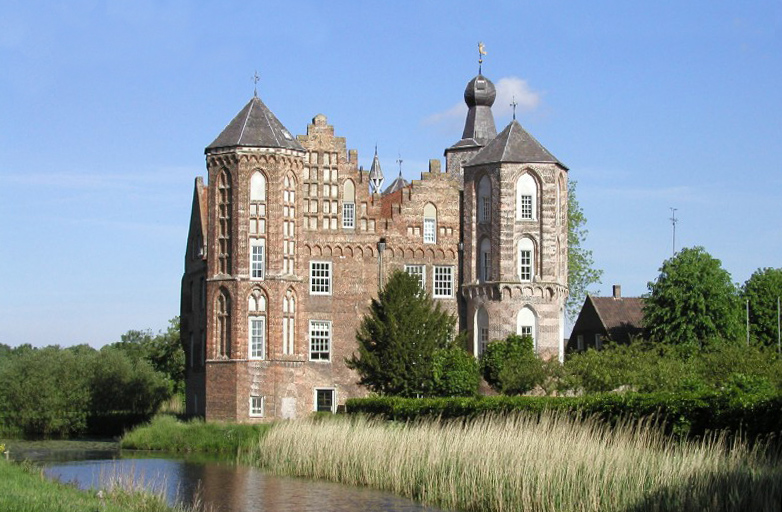
Château de Croy

- Château de Heeze, à Heeze
- château de Croÿ (en), à Aarle-Rixtel
- Château de Dussen, à Dussen

## Drenthe
- Château de Coevorden. C'est le seul château de la province.

## Gueldre
- Château Ammersoyen à Ammerzoden
- Château de Batenburg, à Batenburg
- Château de Biljoen, à Velp
- Château de Brakel, à Brakel
- Château de Cannenburgh, à Vaassen

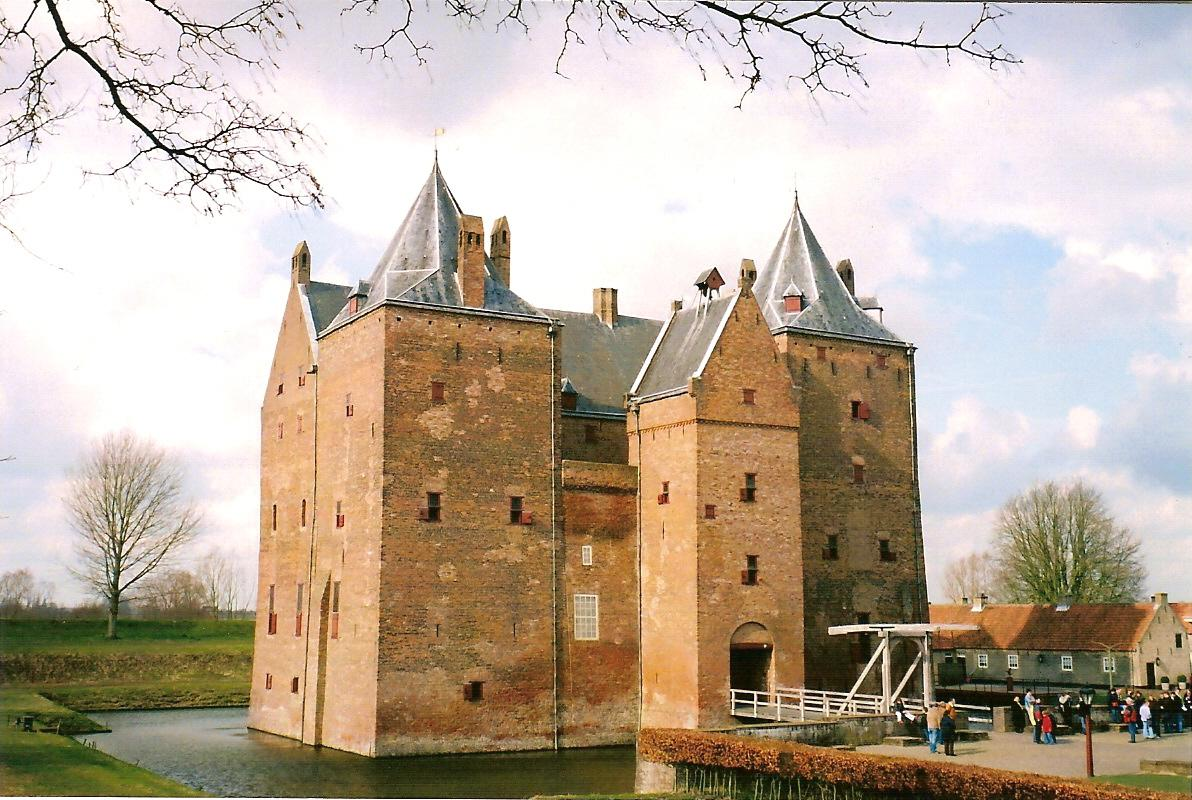
Château de Loevestein

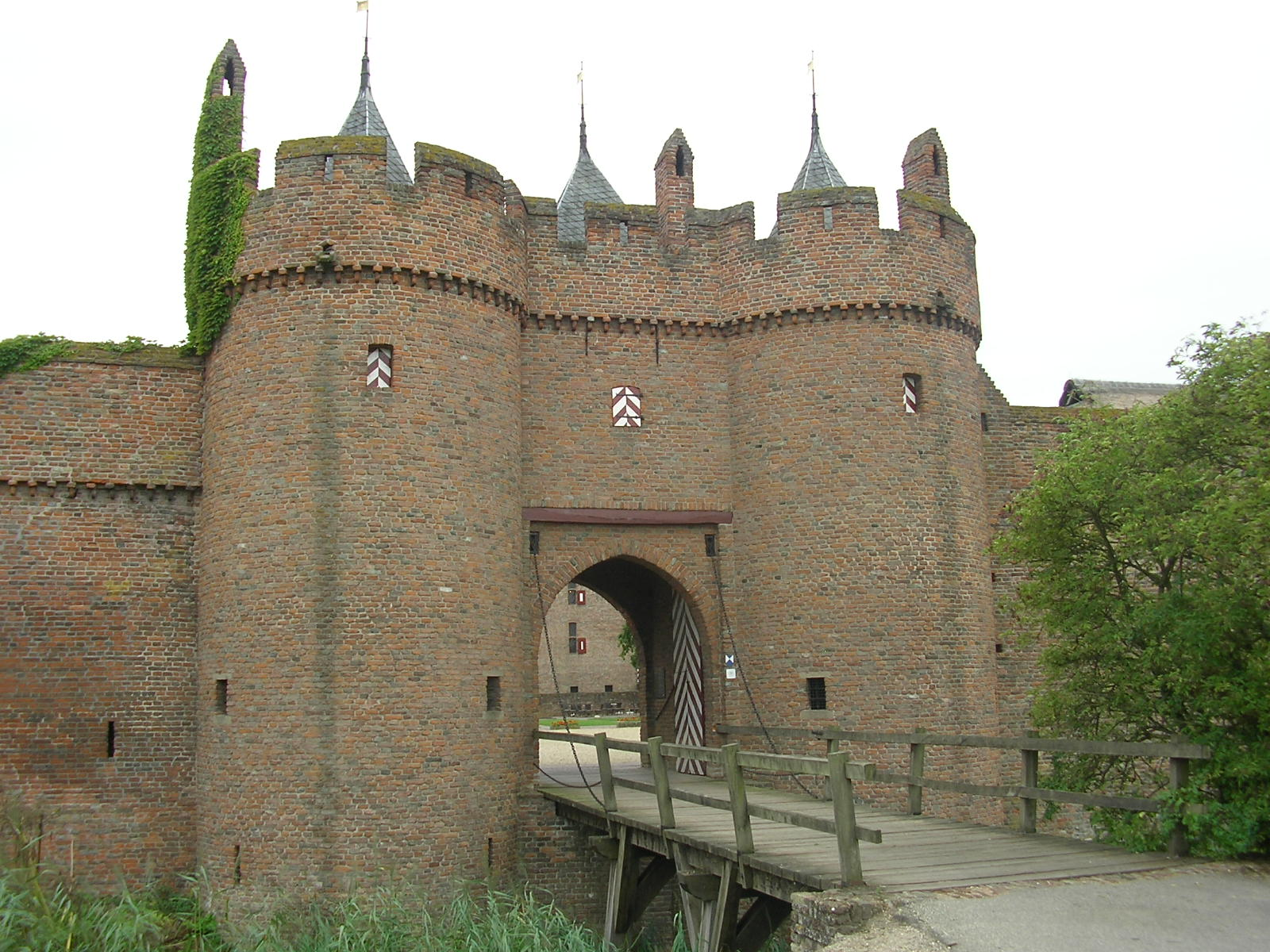
Château de Doornenburg

- Château de Doornenburg, à Doornenburg
- Château de Doorwerth, à Doorwerth
- Château de Hackfort, à Vorden
- Château d'Hemmen, à Hemmen, commune d'Overbetuwe
- Château de Hernen, à Hernen
- Huis Bergh, à 's-Heerenberg, commune de Montferland
- Château de Loevestein, à Zaltbommel
- Château de Nederhemert, sur l'île de Nederhemert sur la commune de Zaltbommel
- Château de Nijenbeek, commune de Voorst
- Château de Waardenburg, à Waardenburg
- Palais Het Loo, à Apeldoorn
- Huis Buren, à Buren
- Château de Staverden, à Staverden
- Château d'Oldenaller, entre Nijkerk et Putten
- Domaine de Schaffelaar, à Barneveld
- Huis Scherpenzeel, à Scherpenzeel
- Dikke Tinne ou St Lucia, à Hattem
- Château de Wisch, à Wisch dans la municipalité de Terborg
- Château de Wijchen, à Wijchen
- Slangenburg, à Doetinchem
- Château de Culemborg, à Culemborg
- Château d'Ulft, à Ulft
- Château de Malsen (ou Château de Well), à Well
- La Tour de Gueldre, à Spankeren
- Het Oude Loo, à Apeldoorn
- Château de Rosendael, à Rosendaal près de Velp
- Huis Ter Lede, à Kesteren
- Château de Bredevoort, à Bredevoort, Commune d'Aalten
- Château de Soelen (nl), à Zoelen

## Hollande-Méridionale
- Château de Giessenburg, à Giessenburg (démoli vers 1800)
- Binnenhof de La Haye
- Palais de la Paix de La Haye
- Huis ten Bosch de La Haye
- Palais Noordeinde de La Haye
- Château de Duivenvoorde, à Voorschoten
- Château d'Endegeest à Oegstgeest
- Château de Teylingen à Teylingen
- Château de Develstein à Zwijndrecht

## Hollande-Septentrionale
- Château de Brederode, à Santpoort-Zuid
- Ilpenstein, à Ilpendam
- Château Marquette, à Heemskerk
- Muiderslot, à Muiden
- Nuwendoorn à Krabbendam
- Paleis op de Dam, à Amsterdam
- Château Radboud, à Medemblik
- Les châteaux de Nieuwburg (Nijenburg ou Nijenburgh) et Middelburg près d'Alkmaar et Oudorp[1]. Ces deux châteaux ont été érigés par Florent V de Hollande dans sa campagne contre les Frisons occidentaux. Ils ont été rasés lors de l'expédition de 1517 de la Zwarte Hoop en Frise occidentale. Aujourd'hui, il ne reste que les fondations et vestiges partiels des canaux qui les protégeaient[2].

## Limbourg

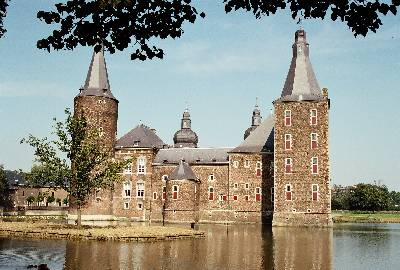
Château de Hoensbroek

| Class. | Nom                     | Type | Ville                 |
| ------ | ----------------------- | ---- | --------------------- |
|        | Château de Hoensbroek   |      | Hoensbroek            |
| -      | Château d'Amstenrade    |      | Amstenrade            |
| -      | Château de Bethlehem    |      | Maastricht            |
|        | Château de Born         |      | Born                  |
|        | Château de Daelenbroeck |      | Herkenbosch           |
|        | Château d'Eijsden       |      | Laag-Caestert         |
| -      | Château de Genhoes      |      | Oud-Valkenburg        |
| -      | Château de Lichtenberg  |      | Sint-Pieter           |
|        | Château de Schaloen     |      | Oud-Valkenburg        |
| -      | Château St. Gerlach     |      | Houthem-Sint Gerlach  |
|        | Château de Valkenburg   |      | Fauquemont-sur-Gueule |
|        | Château de Borgharen    |      | Borgharen             |
|        | Château de Millen       |      | Sittard               |
|        | Château de Bleijenbeek  |      | Afferden              |
|        | Château de Montfort     |      | Roerdalen             |
|        | Château de Heel         |      | Heel                  |
|        | Château de Nijenborgh   |      | Weert                 |

## Overijssel
- Château de Twinkel à Delden
- Château de Toutenburg à Vollenhove
- Château de Voorst près de Zwolle

## Utrecht
- Château de Duurstede, près de Wijk bij Duurstede
- Château de Drakensteyn, près de Baarn
- Château de Haar, à Haarzuilens
- Palais de Soestdijk, à Soestdijk
- Château Vredenburg, à Utrecht
- Château de Zuylen, à Oud-Zuilen
- Château de Montfoort, à Montfoort
- Château d'IJsselstein, à IJsselstein
- Château de Batestein, à Vianen
- Château de Renswoude (nl), à Renswoude

## Zélande
- Château de Sint-Maartensdijk à Sint-Maartensdijk
- Château d'Haamstede, à Haamstede
- Château de Moermond, à Renesse
- Château de Zandenburg, à Veere